# Fukio Mitsuji
Fukio Mitsuji (三辻富 貴朗?, Mitsuji Fukio; 1960 – 11 dicembre 2008) è stato un autore di videogiochi giapponese.
Noto con lo pseudonimo MTJ, fu l'ideatore di Bubble Bobble, Rainbow Islands e Syvalion. Per Taito realizzò inoltre Volfied, seguito di Qix. Fu anche autore del videogioco SEGA SegaSonic Bros., che non venne mai pubblicato.